# Орехуэла, Луис
Луис Мануэль Орехуаэла Гарсия (исп. Luis Manuel Orejuela García; род. 20 августа 1995[…], Кали) — колумбийский футболист, защитник клуба «Депортиво Кали».
С 2019 по 2020 год выступал за сборную Колумбии.

## Клубная карьера
Орехуэла — воспитанник клуба «Депортиво Кали» из своего родного города. 7 августа в поединке Кубка Колумбии против «Унион Магдалена» Луис дебютировал за основной состав. 6 апреля 2014 года в матче против «Мильонариос» он дебютировал в Кубке Мустанга. В 2014 году он помог команде завоевать Суперкубок, а через год выиграть чемпионат. 21 ноября 2016 года в поединке против «Рионегро Агилас» Орехуэла забил свой первый гол за «Депортиво Кали».
Летом 2017 года перешёл в амстердамский «Аякс». Сумма трансфера составила 3,65 млн евро. 1 сентября сыграл в Эрстедивизи за резервный состав «Йонг Аякс». 20 сентября дебютировал в основе «Аякса» в матче Кубка Нидерландов против команды «Схевенинген». 17 декабря в матче против АЗ он дебютировал в Эредивизи.
В январе 2019 года было объявлено о переходе Луиса в бразильский «Крузейро», арендное соглашение рассчитано до 31 декабря 2019 года. В январе 2020 года был арендован до конца года клубом «Гремио».

## Международная карьера
В 2015 году в составе молодёжной сборной Колумбии Орехуэла занял второе место на молодёжном чемпионате Южной Америки в Уругвае. На турнире он принял участие в матчах против команд Чили, Перу, Парагвая, Бразилии, Венесуэлы и дважды Уругвая.

## Достижения
«Депортиво Кали»
- Чемпион Колумбии: Апертура 2015
- Победитель Суперлиги Колумбии: 2014
- Обладатель Суперкубка Колумбии: 2014

«Йонг Аякс»
- Победитель Первого дивизиона Нидерландов: 2017/18

«Гремио»
- Чемпион штата Риу-Гранди-ду-Сул: 2022

Сборная Колумбии (до 20 лет)
- Серебряный призёр Чемпионата Южной Америки среди молодёжных команд: 2015